# Vincent Biruta
Vincent Biruta, né le 19 juillet 1958, est un médecin et homme politique rwandais, ministre de l'Intérieur depuis juin 2024. Il fut précédemment ministre des Affaires étrangères de 2019 à 2024.

## Biographie
Vincent Biruta obtient son doctorat en médecine en 1984 à l'ancienne université nationale du Rwanda.
En décembre 2011, il devient ministre de l'Éducation au sein du gouvernement de Pierre Habumuremyi. Le 24 juillet 2014, il est nommé ministre des Ressources naturelles par le nouveau premier ministre Anastase Murekezi.
Le 31 août 2017, il devient ministre de l'Environnement au sein du gouvernement d'Édouard Ngirente. 
Puis, le 4 novembre 2019, il est nommé ministre des Affaires étrangères à la place de Richard Sezibera. Il s'illustre notamment à ce poste par la signature en avril 2022, puis en décembre 2023, d'un traité controversé visant à accueillir au Rwanda les migrants arrivés illégalement au Royaume-Uni,.
Enfin, le 12 juin 2024, il est nommé ministre de l'Intérieur.

## Mandats
- 1997-1999 : Ministre de la Santé
- 1999-2000 : Ministre des Travaux publics, des Transports et de la Communication
- 2000-2003 : Président de l'Assemblée nationale de Transition
- 2003-2011 : Président du Sénat rwandais
- 2011-2014 : Ministre de l'Éducation
- 2014-2017 : Ministre des Ressources naturelles
- 2017-2019 : Ministre de l'Environnement
- Depuis 2019  : Ministre des Affaires étrangères